# Hoplocampa cookei
Hoplocampa cookei är en stekelart som först beskrevs av Clarke.  Hoplocampa cookei ingår i släktet Hoplocampa och familjen bladsteklar. Inga underarter finns listade i Catalogue of Life.